# Ana Istarú
Ana Istarú, pseudonim literar al Anei Soto Marín (n. 3 februarie 1960, San José), este o actriță și scriitoare din Costa Rica, autoare de poezie și dramaturgie.

## Premii
- Premiul Tânăr Creator 1976 (Editorial Costa Rica)[5] pentru Poezii pentru orice zi
- Premiul Latinoamerican EDUCĂ 1982 pentru Sezonul de febra[5]
- Premiul Național 1990 actrita debutanta
- Guggenheim Fellowship (1990)[5]
- Premiul María Teresa León 1995 pentru Autore Dramatice pentru Baby Boom în paradisul (Asociația Directorilor de Scenă din Spania)[5]
- Premiul Național 1996 pentru cea mai bună actriță într-un rol principal din participație sale în Baby Boomers în paradisul
- Premiul Hermanos Machado de Teatru 1999 pentru Bărbați în muratură (Sevilla)[5]
- Premiul Ancora de Teatru 1999-2000
- Premiul Național de Dramaturgie 2005  pentru monolog într-un act Nebunan[5]
- Premiul național 2014 pentru cea mai bună actriță într-un rol principal din performațele sale în Virusuri[6]

## Lucrări
- Nou cuvânt, poezie, Imprenta Trejos, Costa Rica, 1975
- Poezii pentru orice zi, Editorial Costa Rica, 1977
- Poezii deschide și alte răsărituri, Editorial Costa Rica, 1980
- Sezonul de febră, poezie, Editorial Universitaria Centroamericana, San Jose, 1983 (republicată în Edițiile Torremozas, Madrid, 2011, cu o prezentare susținută de Carmen Naranjo[7])
- Zborul cocorului, teatru, 1984
- Moartea și alte efemeri nedreptați, poezie, Editorial Costa Rica, 1988
- Sezonul de febră și alte răsărituri de soare, Parasolar Libros, Madrid, 1991
- Verbul mamă, poezie, Editorial Mujeres, Costa Rica, 1995
- Mama noastră care esți în pământ, teatru, 1996
- Baby Boomers în paradisul, teatru (monolog), care abordează problema de sarcina spus din perspectiva Ariana, protagonistul din propria sa istorie), Madrid: Publicaciones de la ADE, 1996, Seria: Literatura Dramatică Iberoamericana, Numărul 15, 1996[8]
- Barbați în muratură, teatru, 2000 (publicat în 2001 de către Consiliul local al orașului Sevilla, Zonă de Cultură și festivaluri majore. Coleccițon Compás, 19, 2001)
- Sexus benedictus, teatru, 2004
- Caraibe, scenariul de film cu același nume, 2004;[9] scris cu regizorul costa rican Esteban Ramirez
- Nebuna, teatru (monolog), 2005
- Poezii alese, Editorial Costa Rica, 2007
- Leagănul, teatru (monolog), 2008[10]
- Baby Boomers în Paradisal / Bărbați în muratură, teatru, Editorial Costa Rica, 2011
- 101 articole, 2010, o colectie de coloane publicate în săptămânalul Financiarul și Proa, revista din duminică din ziarul La Nacion, între 2002 și 2009[11]
- Poezii alese. Noua ediție, Editorial Costa Rica, 2011